# Kadarius Toney
Kadarius Toney (* 27. Januar 1999 in Mobile, Alabama) ist ein US-amerikanischer American-Football-Spieler auf der Position des Wide Receivers. Zuletzt spielte er bei den Cleveland Browns in der National Football League (NFL). Zuvor spielte Toney bei den New York Giants, die ihn in der ersten Runde des NFL Draft 2021 ausgewählt hatten, sowie bei den Kansas City Chiefs, mit denen er zweimal den Super Bowl gewann.

## Frühe Jahre
Toney wuchs in Alabama auf und besuchte die Blount High School in Eight Mile, Alabama. Dort war er in der Football- und Leichtathletikmannschaft der Schule aktiv. In der Footballmannschaft war er noch als Quarterback aktiv, dabei konnte er in seinem letzten Jahr den Ball für 2894 Yards und 32 Touchdowns werfen sowie mit dem Ball für 894 Yards und 15 Touchdowns laufen. Für diese Leistung wurde er zum Alabama 6A Back of the Year ernannt. Nach seinem Highschoolabschluss erhielt er ein Stipendium der University of Florida aus Gainesville, Florida, für die er von 2017 bis 2020 in der Footballmannschaft aktiv war. Dabei kam er in 38 Spielen zum Einsatz und konnte den Ball für 1590 Yards und 12 Touchdowns fangen sowie mit dem Ball für 580 Yards und 2 Touchdowns laufen. Allerdings musste er 2017 und 2019 einige Spiele aufgrund von Verletzungen aussetzen. Toney war sowohl persönlich als auch mit seinem Team in dieser Zeit sehr erfolgreich, so wurde er 2020 ins First-Team All-SEC gewählt und konnte mit seinem Team 2018 den Peach Bowl und 2019 den Orange Bowl gewinnen.

## NFL
Beim NFL-Draft 2021 wurde Toney in der 1. Runde an 20. Stelle von den New York Giants ausgewählt. Sein NFL-Debüt gab er am 1. Spieltag der Saison 2021 bei der 13:27-Niederlage gegen die Denver Broncos, bei der er 2 Pässe fangen konnte. Am 4. Spieltag stand er beim 27:21-Sieg gegen die New Orleans Saints erstmals in der Startformation der Giants und konnte dabei 6 Pässe für 78 Yards fangen. Daraufhin konnte er am 5. Spieltag bei der 20:44-Niederlage gegen die Dallas Cowboys den Ball von Quarterbacks Mike Glennon und Daniel Jones für insgesamt 189 Yards fangen. Dadurch brach Toney den Franchise-Rekord für meiste gefangene Yards eines Rookies in einem Spiel, der zuvor bei Odell Beckham Jr. lag. Später im Spiel wurde er allerdings ausgeschlossen, nachdem er Damontae Kazee von den Cowboys geschlagen hatte. Bei der 17:20-Niederlage gegen die Kansas City Chiefs am 8. Spieltag konnte er in einem Trickspielzug kurz vor Ende des 1. Quarters auch seinen ersten Pass zu Sterling Shepard werfen. In den restlichen Saisonspielen kam Toney jedoch, auch verletzungsbedingt, nur noch selten zum Einsatz. So beendete er seine Rookie-Saison mit 10 Einsätzen, davon 4 als Starter, und 39 gefangenen Pässen für 420 Yards.
In der Saison 2022 kam Toney nur in den ersten beiden Spielen für die Giants zum Einsatz und fing dabei zwei Pässe. Die folgenden fünf Partien verpasste er verletzungsbedingt. Am 28. Oktober 2022 gaben die Giants Toney im Austausch gegen einen Dritt- und einen Sechstrundenpick an die Kansas City Chiefs ab. Für sie debütierte er am 9. Spieltag beim 20:17-Sieg gegen die Tennessee Titans. Dabei fing er zwei Pässe für 12 Yards. Direkt im folgenden Spiel, einem 27:17-Sieg gegen die Jacksonville Jaguars, konnte er seinen ersten Touchdown in der NFL nach Pass von Patrick Mahomes fangen. In der Folge verpasste er mehrere Spiele verletzungsbedingt, wurde jedoch rechtzeitig zu Saisonende wieder fit. Da die in dieser Saison 14 Spiele gewannen und nur drei verloren, konnten sie sich für die Playoffs qualifizieren. So gab Toney sein Postseasondebüt beim 27:20-Sieg gegen die Jacksonville Jaguars in der Divisional Round, bei dem er 5 Pässe für 36 Yards fing. Im folgenden AFC Championship Game gegen die Cincinnati Bengals stand er sogar in der Startformation seiner Mannschaft. Da die Chiefs das Spiel mit 23:20 gewannen, qualifizierten sie sich für Super Bowl LVII gegen die Philadelphia Eagles. Im Super Bowl konnte Toney zu Beginn des 4. Quarters einen Touchdown nach Pass von Mahomes zur zwischenzeitlichen 28:27-Führung fangen. Außerdem konnte er einen Punt über 65 Yards returnen, wodurch er einen neuen Rekord für den längsten Punt-Return in einem Super Bowl aufstellte. Am Ende gewannen die Chiefs das Spiel mit 38:35 und damit den Super Bowl. Auch in der Saison 2023 gewann Toney mit den Chiefs den Super Bowl, kam dabei aber in den Play-offs nicht zum Einsatz. Vor Beginn der Saison 2024 wurde er im Rahmen der Kaderverkleinerung auf 53 Spieler von den Chiefs entlassen.
Am 10. September 2024 nahmen die Cleveland Browns Toney für ihren Practice Squad unter Vertrag. Bei den Browns kam er in drei Spielen zum Einsatz. Nachdem er im Spiel gegen die Steelers eine Taunting-Strafe verursachte und einen Punt muffte, wurde er am 10. Dezember entlassen.

## Persönliches
Neben seiner Karriere als Footballspieler ist Toney auch als Rapper aktiv. Unter seinem Alias Yung Joka hat er bereits 2 Alben und mehrere Singles veröffentlicht.

## Karrierestatistiken

### Regular Season
| Saison                             | Team             | Spiele | Spiele  | Gefangen  | Gefangen | Gefangen | Gefangen | Gefangen | Gelaufen | Gelaufen | Gelaufen | Gelaufen | Gelaufen | Returning | Returning | Returning | Returning | Returning | Fumbles | Fumbles   | TD gesamt |
| Saison                             | Team             | Gesamt | Starter | Passfänge | Yards    | Avg      | Lang     | TD       | Versuche | Yards    | Avg      | Lang     | TD       | Anzahl    | Yards     | Avg       | Lang      | TD        | Gesamt  | Verlorene | TD gesamt |
| ---------------------------------- | ---------------- | ------ | ------- | --------- | -------- | -------- | -------- | -------- | -------- | -------- | -------- | -------- | -------- | --------- | --------- | --------- | --------- | --------- | ------- | --------- | --------- |
| 2021                               | Giants           | 10     | 4       | 39        | 420      | 10,8     | 38       | 0        | 3        | 6        | 2,0      | 7        | 0        | 1         | 0         | 0,0       | 0         | 0         | 0       | 0         | 0         |
| 2022                               | Giants           | 2      | 1       | 2         | 0        | 0,0      | 2        | 0        | 2        | 23       | 11,5     | 19       | 0        | 0         | 0         | 0,0       | 0         | 0         | 0       | 0         | 0         |
| 2022                               | Chiefs           | 7      | 3       | 14        | 171      | 12,2     | 38       | 2        | 5        | 59       | 11,8     | 32       | 1        | 10        | 61        | 6,1       | 9         | 0         | 1       | 1         | 3         |
| 2023                               | Chiefs           | 13     | 2       | 27        | 169      | 6,3      | 18       | 1        | 11       | 31       | 2,8      | 14       | 0        | 6         | 58        | 9,7       | 21        | 0         | 1       | 0         | 1         |
| Gesamte Karriere                   | Gesamte Karriere | 32     | 10      | 82        | 760      | 9,3      | 38       | 3        | 21       | 119      | 5,7      | 32       | 1        | 17        | 119       | 7,0       | 21        | 0         | 2       | 1         | 4         |
| Quelle: pro-football-reference.com |                  |        |         |           |          |          |          |          |          |          |          |          |          |           |           |           |           |           |         |           |           |

### Postseason
| Saison                             | Team             | Spiele | Spiele  | Gefangen  | Gefangen | Gefangen | Gefangen | Gefangen | Gelaufen | Gelaufen | Gelaufen | Gelaufen | Gelaufen | Returning | Returning | Returning | Returning | Returning | Fumbles | Fumbles   | TD gesamt |
| Saison                             | Team             | Gesamt | Starter | Passfänge | Yards    | Avg      | Lang     | TD       | Versuche | Yards    | Avg      | Lang     | TD       | Anzahl    | Yards     | Avg       | Lang      | TD        | Gesamt  | Verlorene | TD gesamt |
| ---------------------------------- | ---------------- | ------ | ------- | --------- | -------- | -------- | -------- | -------- | -------- | -------- | -------- | -------- | -------- | --------- | --------- | --------- | --------- | --------- | ------- | --------- | --------- |
| 2022                               | Chiefs           | 3      | 1       | 7         | 50       | 7,1      | 9        | 1        | 1        | 14       | 14,0     | 14       | 0        | 6         | 112       | 18,7      | 65        | 0         | 0       | 0         | 1         |
| Gesamte Karriere                   | Gesamte Karriere | 3      | 1       | 7         | 50       | 7,1      | 9        | 1        | 1        | 14       | 14,0     | 14       | 0        | 6         | 112       | 18,7      | 65        | 0         | 0       | 0         | 1         |
| Quelle: pro-football-reference.com |                  |        |         |           |          |          |          |          |          |          |          |          |          |           |           |           |           |           |         |           |           |